# Édouard Hugon
Édouard Hugon (ur. 25 sierpnia 1867 w Lafarre, zm. 7 lutego 1929 w Rzymie) – francuski dominikanin, teolog, filozof (neotomista).

## Życiorys
Do zakonu dominikanów wstąpił w 1885. Studia odbył w Rijckholt w Holandii, a w 1892 przyjął święcenia kapłańskie. Był wykładowcą filozofii i teologii w dominikańskich uczelniach w Nowym Jorku, Poitiers, Angers i Rijckholt. Angelicum było miejscem jego pracy naukowo-dydaktycznej od 1909. Benedykt XV ustanowił go konsultorem do spraw Kościołów Wschodnich (1918), a na polecenie Piusa XI uczestniczył w pracach nad encykliką „Quas primas” (1925).